# أندرو باتلر
أندرو باتلر (بالإنجليزية: Andrew Butler) هو قاضي ومحامي وسياسي أمريكي، ولد في 18 نوفمبر 1796 في إديغفيلد في الولايات المتحدة، وتوفي بنفس المكان في 25 مايو 1857. حزبياً، نشط في الحزب الديمقراطي. وقد انتخب عضو مجلس نواب كارولاينا الجنوبية وانتخب عضو مجلس ولاية كارولاينا الجنوبية وانتخب عضو مجلس الشيوخ الأمريكي.